# Cinéma équatoguinéen

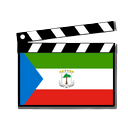
Un clap aux couleurs du drapeau équatoguinéen.

Le cinéma équatoguinéen englobe la production cinématographique nationale de l'Etat africain de Guinée équatoriale, principalement en langue espagnole.

## Histoire
La Guinée équatoriale est une colonie espagnole jusqu'à la proclamation d'indépendance en 1968. Entre 1968 et 1979, la dictature de Francisco Macías Nguema ne permet pas encore l'émergence du cinéma dans le pays. La brutalité et l’indifférence des gouvernements passés ont en réalité empêché l’émergence des caméras vidéo. Les deux petites îles de Sao Tomé-et-Principe (territoire portugais jusqu'en 1975), situées dans le golfe de Guinée, sont peu peuplées et économiquement défavorisées, et seuls quelques films y sont produits. Les premières écoles de cinéma du pays sont mis en place par le cinéaste Javier H. Estrada. L’Espace d’Apprentissage cherche à favoriser une meilleure compréhension des communautés africaines, en utilisant le plus grand langage de tous : la technologie. L’objectif principal est de rapprocher le cinéma du grand public.

## Longs métrages équatoguinéens

### Misión blanca(1946)
Le film décrit une mission religieuse en Guinée espagnole pendant les dernières années de l'Empire espagnol. Un missionnaire nouvellement arrivé et désireux d'aider la population locale observe comment un Espagnol amer (Manuel Luna) méprise les indigènes, sans se douter qu'il s'agit d'un criminel en fuite de la justice espagnole.

### Memoria negra(2006)
La voix d'un réfugié guinéen anonyme qui a hérité d'une rivière à la mort de son père, et qui se souvient, depuis un lointain désert, d'événements de son enfance, de légendes populaires et d'anciennes croyances africaines, qui nous entraînent dans les conflits de la Guinée équatoriale.
Le film traite d'un sujet inhabituel : la colonisation espagnole de ce pays africain et les héritages politiques, religieux et culturels qui ont émergé après la déclaration d'indépendance du 12 octobre 1968, depuis la dictature sanglante de Francisco Macías jusqu'au gouvernement de son frère, Teodoro Obiang.

### Teresa(2010)
Teresa, Rocío et Yolanda sont trois jeunes étudiantes aux vies différentes, mais avec une amitié qui les unit. Teresa est une jeune femme passionnée par la vie dans la rue, ... sa meilleure amie est Rocío, une belle fille qui n'a aucun intérêt à étudier car elle possède déjà tout. Et enfin, Yolanda est une fille issue d'une famille humble avec des parents malades, qui prend au sérieux la réalité de ses études pour faire avancer son avenir, et conseille à ses amis de suivre le même chemin,.

### Feguibox(2015)
Salvador est une étoile montante de l’équipe nationale de boxe de Guinée équatoriale. Il donne à l'équipe africaine une chance de se qualifier enfin pour les Jeux olympiques, mais il doit parallèlement lutter contre la pauvreté, un manque de discipline et d'éducation chez ses collègues tout en gérant ses conflits avec sa petite amie Luna.

### Palmeras en la nieve(2015)
Le film raconte l'histoire de Clarence (Adriana Ugarte) qui découvre accidentellement une lettre oubliée depuis des années qui l'envoie dans un voyage depuis sa vie tranquille dans les montagnes de Huesca jusqu'à l'île équatoguinéenne de Bioko. Son objectif est de visiter le pays où son père Jacobo (Alain Hernández) et son oncle Kilian ont passé la majeure partie de leur enfance et, ce faisant, d'essayer de résoudre les mystères familiaux et de découvrir les secrets de ce qui s'est passé. Dans les entrailles d'une région aussi passionnante et séduisante que dangereuse, Clarence découvre les secrets d'une histoire d'amour improbable se déroulant dans un conflit historique dont les conséquences atteindront le présent,.

### El escritor de un país sin librerías(2019)
Le film retrace l'indépendance de la Guinée équatoriale en 1968 et le quotidien contemporain sous l'une des dictatures les plus durables d'Afrique, celle de Teodoro Obiang Nguema Mbasogo. Le film entre dans le pays en compagnie de son écrivain le plus traduit, Juan Tomás Ávila Laurel, qui a dû se réfugier en Espagne en 2011 pour avoir dénoncé la complicité de l'Espagne avec la dictature de son pays,,.

## Courts métrages équatoguinéens

### Anomalías eléctricas(2010)
Le personnage principal étudie chez lui à Malabo, quand soudain, l'électricité tombe en panne. Il essaie de trouver une bougie, mais échoue à cause de l'obscurité. La lumière revint et il peut recommencer à lire, mais cela ne dura pas longtemps. Le courant a été à nouveau coupé, le personnage tente de le réparer, mais il est électrocuté. Lorsque la lumière revient, le personnage s'aperçoit que ses cheveux sont devenus « rasta » et, quelques secondes plus tard, le courant se coupe pour la troisième fois. Il s'agit d'une courte comédie d'animation équato-guinéenne.

### Marfil(2011)
Le premier cinéaste est arrivé en Guinée équatoriale en 1904. Le dernier cinéma de Malabo a fermé dans les années 1990. En 2011, lors du IIe Festival du Film Africain de Guinée Équatoriale, le Théâtre Marfil a rouvert ses portes. Florencio, Ángel et Estrada racontent comment le cinéma était, et est toujours, présent dans leur vie.